# Gobernador Juan E. Martínez
Gobernador Juan E. Martínez är en ort i Argentina.   Den ligger i provinsen Corrientes, i den nordöstra delen av landet, 600 km norr om huvudstaden Buenos Aires. Gobernador Juan E. Martínez ligger 64 meter över havet och antalet invånare är 3 529.
Terrängen runt Gobernador Juan E. Martínez är mycket platt. Närmaste större samhälle är Santa Lucía, 18,3 km väster om Gobernador Juan E. Martínez.
Trakten runt Gobernador Juan E. Martínez består i huvudsak av gräsmarker. Runt Gobernador Juan E. Martínez är det glesbefolkat, med 20 invånare per kvadratkilometer.